# Liu Xiang
Liu Xiang (Shanghái, 13 de julio de 1983) es un exatleta chino de 1,88 m de altura y 83 kg de peso que se especializó en los 110 metros vallas, y ha sido la principal figura del atletismo chino. Su mejor marca en esta distancia es de 12.88 s conseguida en 2006, actual plusmarca de Asia y plusmarca mundial hasta junio de 2008. Fue además campeón olímpico en los Juegos Olímpicos de Atenas 2004.

## Biografía
Estudiante de la Universidad Normal del Este de China, en el año 2001 ganó el oro en la Universiada de Pekín, China, y también en los Juegos del Este Asiático celebrados en Osaka, Japón.
Irrumpió entre la élite mundial en el año 2002 cuando con sólo 18 años consiguió la victoria en la importante reunión atlética de Lausana (Suiza) con un crono de 13,12, nueva plusmarca de Asia y la cuarta mejor marca mundial del año. Ese año también se proclamó Campeón de Asia en Manila, Filipinas, y ganó el oro en los Juegos Asiáticos de Busan, en Corea del Sur.
En 2003 ganó la medalla de bronce de los 60 m vallas en los mundiales de pista cubierta de Birmingham, y ya en el verano consiguió el bronce en los Campeonatos del Mundo al aire libre de París, con 13,23, tras los norteamericanos Allen Johnson (oro) y Terrence Trammell (plata).
A principios de 2004 ganó la plata de los 60 m vallas en los mundiales de pista cubierta de Budapest, Hungría. Pero ese año su gran momento llegó en los Juegos Olímpicos de Atenas, cuando sorprendió a todos ganando la medalla de oro e igualando la plusmarca mundial que estaba en poder del británico Colin Jackson desde 1993 con 12,91. Le sacó 27 centésimas al segundo clasificado, el estadounidense Terrence Trammell (13,18), y 29 al tercero, el cubano campeón en Sídney 2000, Anier García (13,20).
Esto le convirtió en una de las figuras del atletismo en estos juegos, especialmente llamativo por su origen asiático, ya que no suele haber asiáticos que destaquen en las pruebas de pista, al menos en categoría masculina. Además los 110 metros vallas es una prueba tradicionalmente dominada por atletas descendientes de africanos.
En 2005 tuvo un buen año, aunque no consiguió bajar de los 13 segundos. Su mejor marca del año la hizo en Lausana con 13,05, la quinta mejor marca mundial del año. Llegó en plena forma a los Mundiales de Helsinki donde a punto estuvo de ganar el oro, que se le escapó por una sola centésima ante el francés Ladji Doucouré (13,07 por 13,08). Xiang consiguió la medalla de plata por delante de Allen Johnson, bronce con 13,10.
El 11 de julio de 2006 batió en la reunión del Super Grand Prix de Lausana la plusmarca mundial de los 110 metros vallas con 12,88.
No pudo competir en las Olimpiadas de Pekín, ya que momentos antes de comenzar su serie eliminatoria, se resintió de una lesión y decidió no participar. El 7 de abril de 2015, anunció su retiro de las competencias de atletismo a los 31 años de edad, agobiado por una nueva lesión en el pie.

## Resultados
| Año  | Competición                            | Ciudad                  | Clasificación | Disciplina | Tiempo                 |
| ---- | -------------------------------------- | ----------------------- | ------------- | ---------- | ---------------------- |
| 2001 | Juegos Asiáticos                       | Osaka, Japón            | 110 m vallas  | 1.º        | 13.42 segundos         |
| 2001 | Juegos Mundiales Universitarios        | Pekín, China            | 110 m vallas  | 1.º        | 13.33 segundos         |
| 2002 | IAAF Super Grand Prix                  | Lausana, Suiza          | 110 m vallas  | 2.º        | 13.12 segundos, RA     |
| 2002 | Campeonato Asiático                    | Colombo, Sri Lanka      | 110 m vallas  | 1.º        | 13.56 segundos         |
| 2002 | Juegos Asiáticos de 2002               | Busán, Corea del Sur    | 110 m vallas  | 1.º        | 13.27 segundos         |
| 2003 | Campeonato del Mundo En pista cubierta | Birmingham, Reino Unido | 60 m vallas   | 3.º        | 7.52 segundos          |
| 2003 | Campeonato del Mundo                   | París, Francia          | 110 m vallas  | 3.º        | 13.23 segundos         |
| 2004 | Campeonato del Mundo En pista cubierta | Budapest, Hungría       | 60 m vallas   | 2.º        | 7.43 segundos          |
| 2004 | Juegos Olímpicos                       | Atenas, Grecia          | 110 m vallas  | 1.º        | 12.91 segundos WR      |
| 2005 | Campeonato del Mundo                   | Helsinki, Finlandia     | 110 m vallas  | 2.º        | 13.08 segundos         |
| 2006 | IAAF Super Grand Prix                  | Lausana, Suiza          | 110 m vallas  | 1.º        | 12.88 segundos WR      |
| 2006 | IAAF Final Mundial de Atletismo        | Stuttgart, Alemania     | 110 m vallas  | 1.º        | 12.93 segundos         |
| 2006 | Juegos Asiáticos de 2006               | Doha, Catar             | 110 m vallas  | 1.º        | 13.15 segundos         |
| 2007 | IAAF Super Grand Prix                  | Lausana, Suiza          | 110 m vallas  | 1.º        | 13.01 segundos         |
| 2007 | Campeonato del Mundo                   | Osaka, Japón            | 110 m vallas  | 1.º        | 12.95 segundos         |
| 2008 | Campeonato del Mundo En pista cubierta | Valencia, España        | 60 m vallas   | 1.º        | 7.46 segundos          |
| 2008 | Juegos Olímpicos                       | Pekín, China            | 110 m vallas  | NPF        | No finalizó por lesión |
| 2009 | Juegos del Este de Asia                | Hong Kong, China        | 110 m vallas  | 1.º        | 13.36 segundos         |
| 2010 | Juegos Asiáticos de 2010               | Guangzhou, China        | 110 m vallas  | 1.º        | 13.09 segundos         |
| 2010 | Campeonato del Mundo En pista cubierta | Doha, Catar             | 60 m vallas   | 7.º        | 7.65 segundos          |
| 2011 | Campeonato del Mundo                   | Daegu, Corea del Sur    | 110 m vallas  | 2.º        | 13.27 segundos         |
| 2011 | Campeonato Asiático                    | Kobe, Japón             | 110 m vallas  | 1.º        | 13.22 segundos CR      |
| 2012 | Campeonato del Mundo En pista cubierta | Estambul, Turquía       | 60 m vallas   | 2.º        | 7.49 segundos          |
| 2012 | Liga de Diamante                       | Eugene, Estados Unidos  | 110 m vallas  | 1.º        | 12.87 segundos         |
| 2012 | Juegos Olímpicos                       | Londres, Reino Unido    | 110 m vallas  | NPF        | No finalizó por lesión |

## Marcas personales
| Carrera           | Tiempo  | Año  | Notas           |
| ----------------- | ------- | ---- | --------------- |
| 60 metros vallas  | 7.43 s  | 2006 | -               |
| 110 metros vallas | 12.91 s | 2004 | Récord Olímpico |
| 110 metros vallas | 12.88 s | 2006 | Récord Mundial  |